# Укрепление Талхига
Укрепление Талхига (также в русскоязычной литературе: редут Талхига, Шалинские окопы) (чечен. ТӀалхиг  ГӀап) — военное укрепление Северо-Кавказского имамата, располагалось на правой стороне Аргуна на Шалинской поляне. Укрепление было основано уроженцем Шали, наибом Большой Чечни Талхигом Шалинским.

## История
Зимой 1849—1850 года российские войска вырубили просеку от крепости Воздвиженской к Шалинской поляне, и уже весной 1850 года Шамиль устраивает при выходе из просеки целую укрепленную линию простиравшуюся на 4,5 версты (5 километров) и пересекавшую дорогу и лес.
В августе 1850 года отряд генерала-майора В. М. Козловского начал вырубать просеку с другой стороны от укрепления Куринского к Мичику, для обеспечения еще одного прохода в Большую Чечню.
Шалинский окоп был выкопан по приказу имама Шамиля в 1850 году с целью воспрепятствовать движению русских войск к стратегически важному аулу Шали, находившемуся среди лесов на плодородной Шалинской поляне. По данным А. Л. Зиссермана, Шалинский окоп первоначально имел длину до 1,5 верст и глубину 2 сажени. Тыл и фланги Шалинского окопа примыкали к труднопроходимому густому лесу из бука, орешника и дуба.
Согласно М. Я. Ольшевскому, русские войска дважды брали Шалинский окоп штурмом в 1850 году и один раз — в 1851 году. Но горцы заново отстраивали и укрепляли окоп. После третьего взятия Шалинского окопа (в 1851 г.) он был засыпан землей и больше не восстанавливался. Снивелированные контуры Шалинского окопа угадываются в рельефе местности и по сей день.
Все эти инженерные сооружения — укрепление Талхига, Шамилевские рвы, Шалинские окопы — составляли единую систему оборонительной линии перед столицей Имамата— крепостью Новое Дарго (Ведено).

## Описание
Укрепление Талхига было возведено на протяжении семисот пятидесяти саженей (1597,5 м), так называемый, Шалинский окоп. Материалом для него послужил щебень, перемешанный с глинистой землей и ею же утрамбованный. Это сооружение, строилось пятью тысячами человек стоило большого усердия затрат. Бруствер укрепления имел два с половиною аршина 1,8 метра высоты, ров глубиною в 2 - 1,4 метра и шириною в 6 аршин 4,3 метра. По всей кроне бруствера стояли туры, набитые тем же щебнем с глинистой землей, заменявшие бойницы. По краям этого укрепления возвышались полукруглые башни с пятью амбразурами для орудий. На левом фланге окопа, у самой опушке леса, стоял сомкнутый редут коменданта окопа — наиба Талхига, с помещением для большого гарнизона и лошадей конницы и артиллерии. Правый фланг упирался в густой, почти непроходимый лес.
Укрепление охранялось всегда большими караулами и партиями. Гарнизон укрепления состоял из 500 человек при нескольких орудиях под предводительством наиба Талхига.
Начиная с лета 1850 года укрепление Талхига не раз было атаковано русскими войсками под начальством генерал-майора П. С. Слепцова, барона  Е. И. Мейделя, князя А. И. Барятинского, барона А. Е. Врангеля, генерал-адъютанта Л. П. Николаи и графа Н. И. Евдокимова.